# Ernesto Ríos (artista visual)
Ernesto Ríos (Cuernavaca, 8 de octubre de 1975) es un artista visual mexicano, académico y promotor cultural. Desarrolla su obra en diversos medios, como fotografía, escultura, dibujo, pintura, video y arte interactivo

## Biografía
Nacido en Cuernavaca, estudió artes visuales y Telecomunicaciones Interactivas, con especialidad en Multimedia, en la Escuela de artes Tisch School of the Arts la cual es parte de la Universidad de Nueva York.
Obtuvo el Premio de Artes Visuales Siemens-RMIT en el 2010, el cual ofrecía una beca completa para un posgrado de Artes Visuales en el Royal Melbourne Institute of Technology, Australia. En 2014 presenta su tesis de posgrado como una obra interactiva de arte contemporáneo, siendo la primera tesis de arte interactivo que se presenta en el RMIT.
Fue representante de México en el V y VI Salón y Coloquio Internacional de Arte Digital en el Centro Cultural Pablo de la Torriente Brau en La Habana, Cuba (2004-2003).

## Estudios
- Doctorado en Filosofía (PhD) en artes visuales por la Universidad Royal Melbourne Institute of Technology, Australia.
- Maestría en Telecomunicaciones Interactivas, Tisch School of the Arts, Interactive Telecomunications Program ,New York University, Nueva York.
- Licenciatura en Lengua y literatura Hispánicas en la Universidad Colegio de Morelos, Cuernavaca Morelos.

## Obra y exposiciones
Desarrolla su obra en diversos medios, como fotografía, escultura, dibujo, pintura, video, net art y arte interactivo. Incluye elementos laberínticos de la mitología griega, caligramas, secuencias numéricas, virus digitales, lenguajes encriptados y rituales antiguos, como la piromancia.

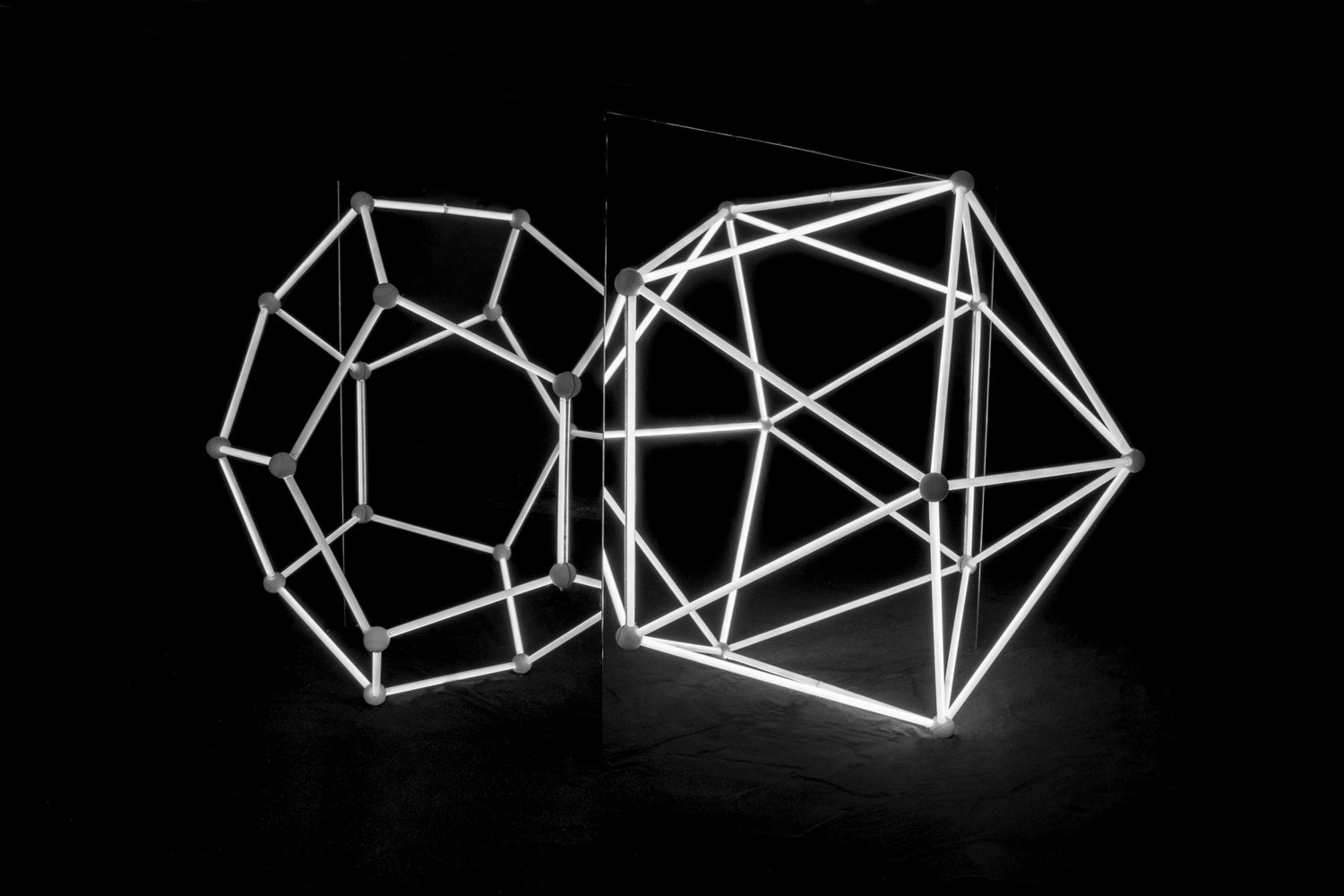
Geometrías de luz, Galería "El Laberinto de los Sentidos", Jardines de México, 2017, Morelos, México.

### 2019
Geometrias de luz, 2019.
GEOMETRÍAS DE LUZ
5 sentidos 5 geometrías platónicas
Instalación inmersiva compuesta por esculturas lumínicas interactivas.
La instalación Geometrías de luz está compuesta por cinco esculturas lumínicas interactivas, creadas a partir de las cinco formas geométricas que Platón asoció con los elementos: el tetraedro (fuego), el hexaedro (tierra), el octaedro (aire), el icosaedro (agua) y el dodecaedro (universo o cosmos).
En esta obra se reconfiguran estas formas, también conocidas como sólidos platónicos o geometría sagrada, seccionándolas por la mitad y reflejándolas sobre la superficie de un espejo cúbico (hexaedro). Este gesto de corte y simetría genera una ilusión óptica que transforma la percepción de la forma original.
La fragmentación de estos cuerpos geométricos, convertidos en esculturas lumínicas e interactivas, invita a reflexionar sobre los límites entre lo real y lo ilusorio, lo tangible y lo intangible, proponiendo una experiencia inmersiva y multisensorial que cuestiona la percepción del espectador.